# Campionati europei di ciclismo su pista 2023 - Inseguimento a squadre maschile
L'inseguimento a squadre maschile ai Campionati europei di ciclismo su pista 2023 si svolse l'8 e il 9 febbraio 2023 presso il Velodrome Suisse di Grenchen, in Svizzera.

## Risultati

### Qualificazioni
Le prime otto squadre classificate si sono qualificate al primo turno.
| Pos. | Squadra                                                                          | Tempo    | Distacco | Note |
| ---- | -------------------------------------------------------------------------------- | -------- | -------- | ---- |
| 1    | Italia Simone Consonni Filippo Ganna Francesco Lamon Jonathan Milan              | 3'49"582 |          | Q    |
| 2    | Gran Bretagna Daniel Bigham Charlie Tanfield Ethan Vernon Oliver Wood            | 3'50"514 | +0"932   | Q    |
| 3    | Danimarca Carl-Frederik Bévort Niklas Larsen Rasmus Pedersen Theodor Storm       | 3'51"508 | +1"926   | Q    |
| 4    | Francia Thomas Denis Corentin Ermenault Adrien Garel Benjamin Thomas             | 3'53"612 | +4"030   | Q    |
| 5    | Germania Benjamin Boos Tobias Buck-Gramcko Nicolas Heinrich Theo Reinhardt       | 3'54"081 | +4"499   | Q    |
| 6    | Belgio Thibaut Bernard Tuur Dens Gianluca Pollefliet Noah Vandenbranden          | 3'55"583 | +6"001   | Q    |
| 7    | Svizzera Noah Bögli Claudio Imhof Valère Thiébaud Alex Vogel                     | 3'57"463 | +7"881   | Q    |
| 8    | Polonia Kacper Majewski Filip Prokopyszyn Bartosz Rudyk Szymon Sajnok            | 3'58"880 | +9"298   | Q    |
| 9    | Spagna Francesc Bennassar Joan Martí Bennassar Beñat Garaiar Erik Martorell      | 4'05"082 | +15"500  |      |
| 10   | Lituania Rokas Adomaitis Justas Beniušis Žygimantas Matuzevičius Aivaras Mikutis | 4'05"842 | +16"260  |      |

### Primo turno
Gli accoppiamenti delle batterie sono definiti in base ai tempi delle qualificazioni:
- sesta classificata contro settima;
- quinta classificata contro ottava;
- seconda classificata contro terza;
- prima classificata contro quarta.

Le squadre vincitrici delle ultime due batterie si sono qualificate per la finale per la medaglia d'oro. Le altre squadre sono state classificate in base al proprio tempo: le 2 migliori si sono qualificate per la finale per il bronzo.
| Batt. | Pos. | Squadra                                                                    | Tempo    | Note |
| ----- | ---- | -------------------------------------------------------------------------- | -------- | ---- |
| 1     | 1    | Belgio Thibaut Bernard Tuur Dens Gianluca Pollefliet Noah Vandenbranden    | 3'51"482 |      |
| 1     | 2    | Svizzera Noah Bögli Claudio Imhof Valère Thiébaud Alex Vogel               | 3'57"059 |      |
| 2     | 1    | Germania Benjamin Boos Tobias Buck-Gramcko Theo Reinhardt Leon Rohde       | 3'52"069 |      |
| 2     | 2    | Polonia Kacper Majewski Filip Prokopyszyn Bartosz Rudyk Szymon Sajnok      | 3'57"819 |      |
| 3     | 1    | Gran Bretagna Daniel Bigham Charlie Tanfield Ethan Vernon Oliver Wood      | 3'48"504 | QO   |
| 3     | 2    | Danimarca Carl-Frederik Bévort Niklas Larsen Rasmus Pedersen Theodor Storm | 3'50"673 | QB   |
| 4     | 1    | Italia Simone Consonni Filippo Ganna Jonathan Milan Manlio Moro            | 3'48"333 | QO   |
| 4     | 2    | Francia Thomas Denis Corentin Ermenault Quentin Lafargue Benjamin Thomas   | 3'50"088 | QB   |

### Finali
| Finale per la medaglia d'oro     |                                                                            |          |        |
| 1                                | Italia Filippo Ganna Francesco Lamon Jonathan Milan Manlio Moro            | 3'47"667 |        |
| 2                                | Gran Bretagna Daniel Bigham Charlie Tanfield Ethan Vernon Oliver Wood      | 3'48"800 | +1"113 |
| Finale per la medaglia di bronzo |                                                                            |          |        |
| 3                                | Francia Thomas Denis Corentin Ermenault Quentin Lafargue Benjamin Thomas   | 3'49"837 |        |
| 4                                | Danimarca Carl-Frederik Bévort Niklas Larsen Rasmus Pedersen Theodor Storm | 3'50"007 | +0"170 |